# Ново-Паничарево
Ново-Паничарево (болг. Ново Паничарево) — село в Болгарии. Находится в Бургасской области, входит в общину Приморско. Население составляет 908 человек.

## Политическая ситуация
В местном кметстве Ново-Паничарево, в состав которого входит Ново-Паничарево, должность кмета (старосты) исполняет Яна Михайлова Жекова (Граждане за европейское развитие Болгарии (ГЕРБ)) по результатам выборов правления кметства.
Кмет (мэр) общины Приморско — Лиляна Стоянова Димова (Болгарская социалистическая партия (БСП)) по результатам выборов в правление общины.